# Saint-Ferréol (Haute-Savoie)
Saint-Ferréol település Franciaországban, Haute-Savoie megyében. Lakosainak száma 882 fő (2022. január 1.). Saint-Ferréol Faverges-Seythenex, Val de Chaise, Serraval és Talloires-Montmin községekkel határos.

## Népesség
A település népessége az elmúlt években az alábbi módon változott:
| Lakosok száma | 822  | 834  | 872  | 867  | 874  | 876  | 897  | 890  | 882  |
|               | 2013 | 2015 | 2016 | 2017 | 2018 | 2019 | 2020 | 2021 | 2022 |